# FerroDECONT-Verfahren
Das ferroDECONT-Verfahren ist ein Fest-flüssig-Wirbelschicht-Prozess zur Behandlung von Wässern, die mit Schwermetallen belastet sind. Das Verfahren wird vom universitären Ableger ferroDECONT GmbH genutzt. Dabei kommen Fließbettreaktoren zum Einsatz, die mit nullwertigem Eisen-Granulat befüllt sind und dem Schüttguttyp Gruppe D nach Geldart angehören.

## Geschichte
In-situ- und Ex-situ-Abwasserbehandlungsanlagen, die elementares Eisen verwenden, sind bekannt. Das Hauptproblem dieser Systeme stellt die notwendige Verweilzeit im Stundenbereich des kontaminierten Abwassers in der Reaktionszone dar. Diese wird durch die Passivierung der reaktiven Oberfläche der Eisenschüttung verursacht. Eine Regenerierung des Füllmaterials – die die Reaktionskinetik steigern würde – ist allerdings nur durch den Austausch der Schüttung möglich. Mit steigender zu behandelnder Wassermenge erhöht sich somit der apparatebauliche Aufwand enorm.
Das ferroDECONT-Verfahren wurde im Zuge eines Forschungsprojektes zur „In-situ-Sanierung von Chromschäden durch Reduktionsprozesse“ von Peter Müller, Robert Mischitz und Christian Weiß an der Montanuniversität Leoben 2010–2011 entwickelt. Dabei wurden erstmals die bei konventionellen „Pump & Treat“-Verfahren benötigten Chemikalien zur Grundwasserbehandlung bei Altlastensanierungsprojekten durch nullwertiges Eisen substituiert. Die Weiterentwicklung des Verfahrens ermöglicht auch die Zerstörung organischer Schadstoffe in kontaminierten Wässern.
Im Verlauf der Verfahrensentwicklung in den Projekten RECOMET und RECOMET 2.0 stellte sich heraus, dass mit dieser Methode auch neben dem Altlastensanierungsbereich weitere schwermetallhaltige Wässer effizient abgereinigt werden können.
Im Jahr 2010 wurden das Verfahren und das entsprechende Anlagenkonzept bei der EPO zum Patent angemeldet. Die entsprechende Erteilung erfolgte 2015.
Seit 2019 wird das Verfahren bei der Sanierung der Altlast K22 („Lederfabrik Neuner“) zur Behandlung des Grundwassers eingesetzt.

## Chemisch-physikalische Grundlagen
Der Chemismus des Redox-Prozesses zwischen nullwertigem Eisen und zahlreichen Schadstoffen (z. B. Schwermetalle) wird bereits bei konventionellen Altlastensicherungen und -sanierungen genutzt. Ein prominentes Beispiel dafür sind „Reaktive Wände“. Probleme bei diesen Festbett-Schüttungen entstehen durch Ausfällungen, hervorgerufene Passivierung der Eisenoberfläche und Gasclogging-Effekte in der Schüttung. Diese Effizienzminderung wird durch das Fließregime des ferroDECONT-Verfahrens verhindert.
Das nullwertige Eisen fungiert als Elektronendonator und reduziert höherwertige Schadstoffverbindungen. Dabei wird angestrebt, die Toxizität der Verbindungen zu verringern bzw. in ungiftige Verbindungen überzuführen.
Als Beispiel sei die Reduktion von giftigem Chromat zum toxikologisch unbedeutenden dreiwertigen Chromhydroxid angeführt:
{\displaystyle \mathrm {Fe^{0}\ +\ CrO_{4}^{2-}\ +\ 4\ H_{2}O\rightleftharpoons Fe(OH)_{3}\ +\ Cr(OH)_{3}\ +\ 2\ OH^{-}} }

## Anwendung
Eine zusätzliche Aufsalzung der Wässer durch die Behandlung wird weitgehend vermieden, wodurch sich diese Abreinigungsmethode gut für eine Kreislaufführung eignet.
Anwendungsgebiete ergeben sich in der Altlastensicherung und -sanierung sowie in der Behandlung von schwermetallbelasteten Industrie- und Prozesswässern. Im Altlastensanierungsbereich kann das behandelte Grundwasser wieder in die beiden  Umweltkompartimente Wasser und Boden rückgeführt werden. Industriewässer können für eine Kreislaufschließung der Prozesswässer aufbereitet werden.

## Alternative Verfahren
- konventionelle „Pump & Treat“-Verfahren
- reaktive Wände mit nullwertigem Eisenmaterial